# Colepreis
Der Colepreis (englisch Cole Prize bzw. vollständig Frank Nelson Cole Prize) ist ein Paar von Auszeichnungen für herausragende mathematische Leistungen, die zurzeit alle drei Jahre von der American Mathematical Society (AMS) vergeben werden. Ein Preis ist für Arbeiten auf dem Gebiet der Algebra, der andere für Zahlentheorie. Nur Mitglieder der AMS oder Personen, deren Beiträge in bekannten US-amerikanischen Fachzeitschriften erschienen sind, können den Preis erhalten, der zurzeit (Stand 2007) mit 5.000 US$ dotiert ist.
Der Preis ist benannt nach Frank Nelson Cole (1861–1926), einem Mathematikprofessor in Harvard und Columbia und gewähltem Sekretär der AMS von 1895 bis 1920.

## Preisträger der Auszeichnung in Algebra
- 1928 Leonard E. Dickson
- 1939 Abraham Adrian Albert
- 1944 Oscar Zariski
- 1949 Richard Brauer
- 1954 Harish-Chandra
- 1960 Serge Lang, Maxwell Rosenlicht
- 1965 Walter Feit, John Griggs Thompson
- 1970 John Stallings, Richard Swan
- 1975 Hyman Bass, Daniel Gray Quillen
- 1980 Michael Aschbacher, Melvin Hochster
- 1985 George Lusztig
- 1990 Shigefumi Mori
- 1995 Michel Raynaud, David Harbater
- 2000 Andrei Suslin, Aise Johan de Jong
- 2003 Hiraku Nakajima
- 2006 János Kollár
- 2009 Christopher Hacon, James McKernan
- 2012 Alexander Merkurjev
- 2015 Peter Scholze
- 2018 Robert Guralnick
- 2021 Chenyang Xu
- 2024 Jessica Fintzen

## Preisträger der Auszeichnung in Zahlentheorie
- 1931 Harry Vandiver
- 1941 Claude Chevalley
- 1946 Henry Mann
- 1951 Paul Erdős
- 1956 John T. Tate
- 1962 Kenkichi Iwasawa, Bernard Dwork
- 1967 James Ax, Simon Kochen
- 1972 Wolfgang Schmidt
- 1977 Gorō Shimura
- 1982 Robert P. Langlands, Barry Mazur
- 1987 Dorian Goldfeld,  Benedict Gross, Don Zagier
- 1992 Karl Rubin, Paul Vojta
- 1997 Andrew J. Wiles
- 2002 Henryk Iwaniec, Richard Taylor
- 2005 Peter Sarnak
- 2008 Manjul Bhargava
- 2011 Chandrashekhar Khare, Jean-Pierre Wintenberger
- 2014 Yitang Zhang und Cem Yildirim, János Pintz, Daniel Goldston
- 2017 Henri Darmon
- 2020 James Maynard
- 2023 Kaisa Matomäki und Maksym Radziwiłł, James Newton  und Jack Thorne